# Sablia caricis
Sablia caricis är en fjärilsart som beskrevs av Herrich-Schäffer. Sablia caricis ingår i släktet Sablia och familjen nattflyn. Inga underarter finns listade.